# Túrony
Túrony là một thị trấn thuộc hạt Baranya, Hungary. Thị trấn này có diện tích 9,4 km², dân số năm 2010 là 255 người, mật độ 27 người/km².